# Mioveni
Mioveni (pronunciació en romanès: [mi.oˈvenʲ]) és una ciutat del comtat d'Argeș, Romania, aproximadament 15 km al nord-est de Pitești. A 2011, tenia 31.998 habitants. La ciutat administra quatre pobles: Clucereasa, Colibași, Făgetu i Racovița.

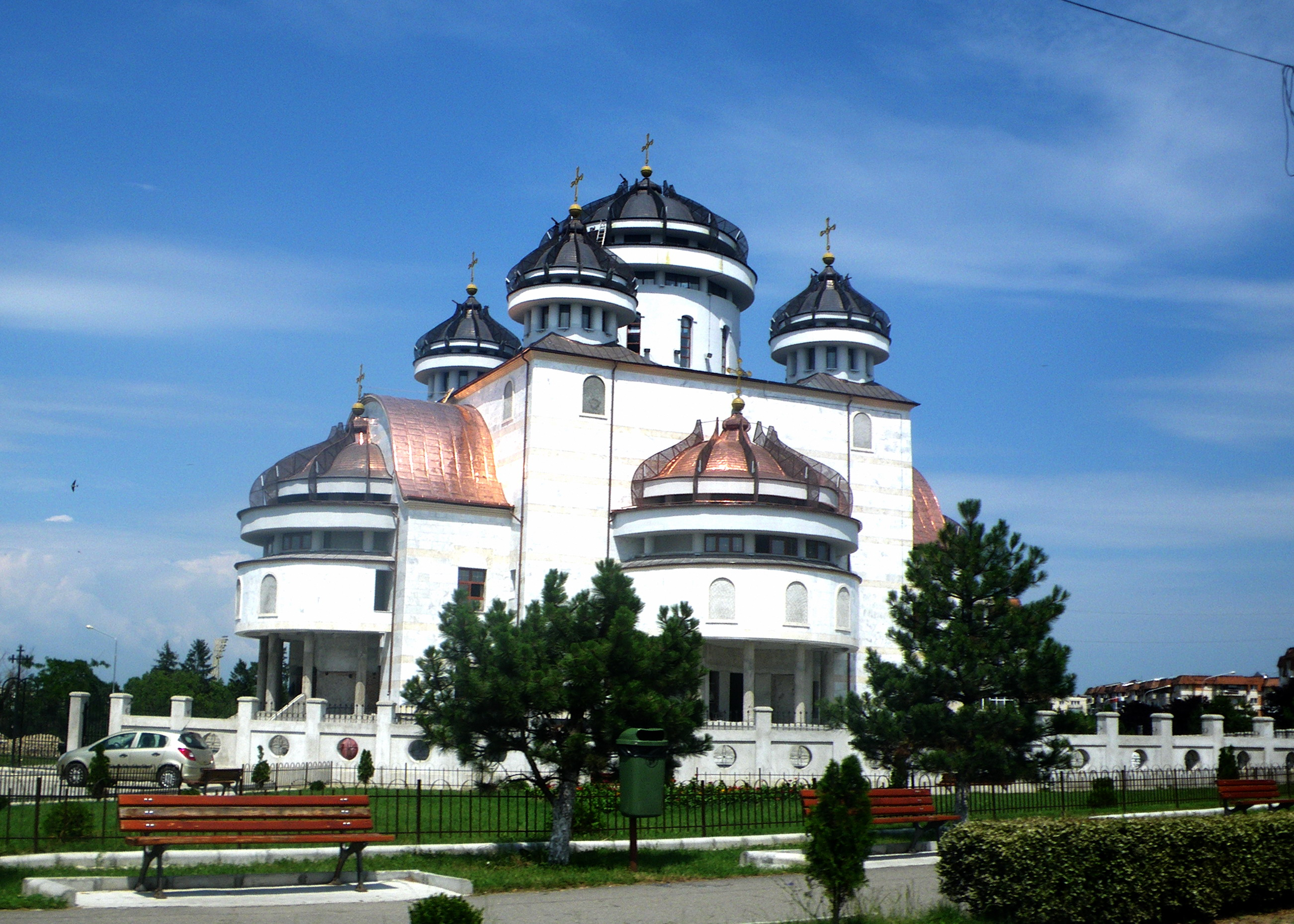
Església Ortodoxa Mioveni

## Història
Es va esmentar per primera vegada en un registre escrit el 1485. Es va desenvolupar molt als anys setanta després de la construcció de la planta de fabricació d’Automòbils Dacia, inaugurada el 1968. També hi ha un Institut d’Investigació Nuclear, que construeix components i materials per a la Central Nuclear de Cernavodă i una presó d’alta seguretat.
Es va convertir oficialment en una ciutat el 1989, com a resultat del programa de sistematització rural romanès. Abans d'abril de 1989, quan es va declarar ciutat, el lloc era una comuna amb el nom de Colibași. El 1996 es va recuperar el nom històric de Mioveni, tot i que l’antic poble havia estat completament arrasat sota el règim comunista per tal de deixar pas a una nova construcció urbana.

## Economia
Automobile Dacia té la seva seu central a la ciutat.

## Esports
El seu equip de futbol, el CS Mioveni (abans Dacia Mioveni), va jugar a la primera lliga romanesa durant dues temporades: la 2007-08 i la 2011-12. També van arribar a les semifinals de la Copa de Romania de 2007-08.

## Fills il·lustres
- Andrei Panait